# 10 Puppis
10 Puppis är en misstänkt variabel i Akterskeppets stjärnbild.
Stjärnan varierar mellan visuell magnitud +5,74 och 6,01 utan någon fastställd periodicitet. Den befinner sig på ett avstånd av ungefär 1 090 ljusår.